# ووشرریا بانکروفتی
ووشرریا بانکروفتی یک کرم لوله‌ای فیلاریاز انگلی است (کرم گرد) که توسط پشه‌های ناقل پراکنده می‌گردد.
این گونه، یکی از سه گونه‌ای است که موجب بیماری پیل‌پایی می‌شود که یک بیماری عفونی سیستم لنفاوی توسط کرم‌های فیلاریا است. این بیماری ۲۰ میلیون نفر را اغلب در آفریقا، با تعداد مبتلایان کمتر در آمریکای جنوبی و کشورهای استوایی و زیر استوایی مبتلا کرده‌است.